# Kinky Boots – Man(n) trägt Stiefel
Kinky Boots – Man(n) trägt Stiefel ist eine britisch-US-amerikanische Tragikomödie aus dem Jahr 2005. Die Regie übernahm Julian Jarrold, das Drehbuch schrieben Geoff Deane und Tim Firth. Die Handlung, die auf einer wahren Begebenheit beruht, dreht sich um einen Schuhfabrikanten aus Northampton, der sich auf Fetisch-Schuhwerk für Männer spezialisiert, um den Familienbetrieb zu retten.

## Handlung
Die Eingangssequenz des Films zeigt einen Jungen, der, während er auf seinen Vater wartet, rote Tanzschuhe anzieht und anfängt zu tanzen. Er versteckt die Schuhe vor seinem Vater. Zeitgleich wird ein anderer kleiner Junge in den Familienbetrieb eingeführt und erhält Lektionen über das Führen einer Schuhfabrik und den Wert guter Schuhe.
Es folgt ein Schnitt in die Gegenwart. Charlie Price, der kleine Junge aus der Schuhfabrik, versucht nach dem Tod seines Vaters den Familienbetrieb zu retten, indem er Arbeiter entlässt. Unter anderem entlässt er Lauren, die ihm in einem abschließenden Gespräch den Rat gibt, etwas zu finden, das den Betrieb und die Arbeitsplätze retten kann. Auf der Suche nach entsprechender Inspiration fährt Charlie nach London und beobachtet dort, wie eine Frau von Betrunkenen auf offener Straße belästigt wird. Charlie schreitet ein und wird niedergeschlagen. Als er wieder zu sich kommt, befindet er sich in einer Künstler-Garderobe. Dort lernt er Lola kennen, eine schlagfertige, freche Drag Queen. Lola ist das Alter Ego von Simon, dem Jungen, der am Anfang des Films getanzt hat. Lola weist Charlie in der Folge darauf hin, dass Drag Queens Schuhe tragen müssen, die für Frauen gemacht sind. Aufgrund des höheren Gewichtes der Männer würden die Absätze der Schuhe viel öfter abbrechen. Charlie stellt Lauren wieder ein und gemeinsam versprechen sie Lola, ihr ein paar High Heels zu fertigen, die dafür ausgelegt sind, das Gewicht eines Mannes zu tragen. Während er Lolas Schuhe anfertigt, erkennt Charlie die sich bietende Marktlücke: Schuhe für männliche Transvestiten. Unter Mithilfe von Lola beginnt Charlie, Schuhe für eine Modenschau in Mailand zu entwerfen und zu fertigen. Dabei gibt es einige Schwierigkeiten: Charlies Freundin möchte, dass er die Fabrik verkauft, die männlichen Angestellten sind von den neuen Produkten überhaupt nicht begeistert und Charlie bürdet den Angestellten zu viel Arbeit auf. Lola hilft tatkräftig, die Krise zu überwinden und die Situation zu retten.

## Hintergrund
Der Film wurde durch eine Folge der Dokumentarserie Trouble at the Top auf BBC Two inspiriert, die am 24. Februar 1999 erstmals ausgestrahlt wurde. Die Dokumentation berichtete über Steve Pateman aus Northampton, der die Schuhfabrik WJ Brooks von seinem Vater übernahm und sich, um die Firma zu retten, auf die Herstellung von Fetisch-Schuhwerk spezialisierte.
Im April 2013 kam der Stoff in einer gleichnamigen Musicalfassung an den Broadway. Das Musicallibretto schrieb Harvey Fierstein, Musik und Liedtexte stammen von Cyndi Lauper. Die Musicalversion wurde bei den Tony Awards 2013 mit elf Nominierungen bedacht und konnte sechs Awards gewinnen, darunter den als „Bestes Musical“.

## Rezeption

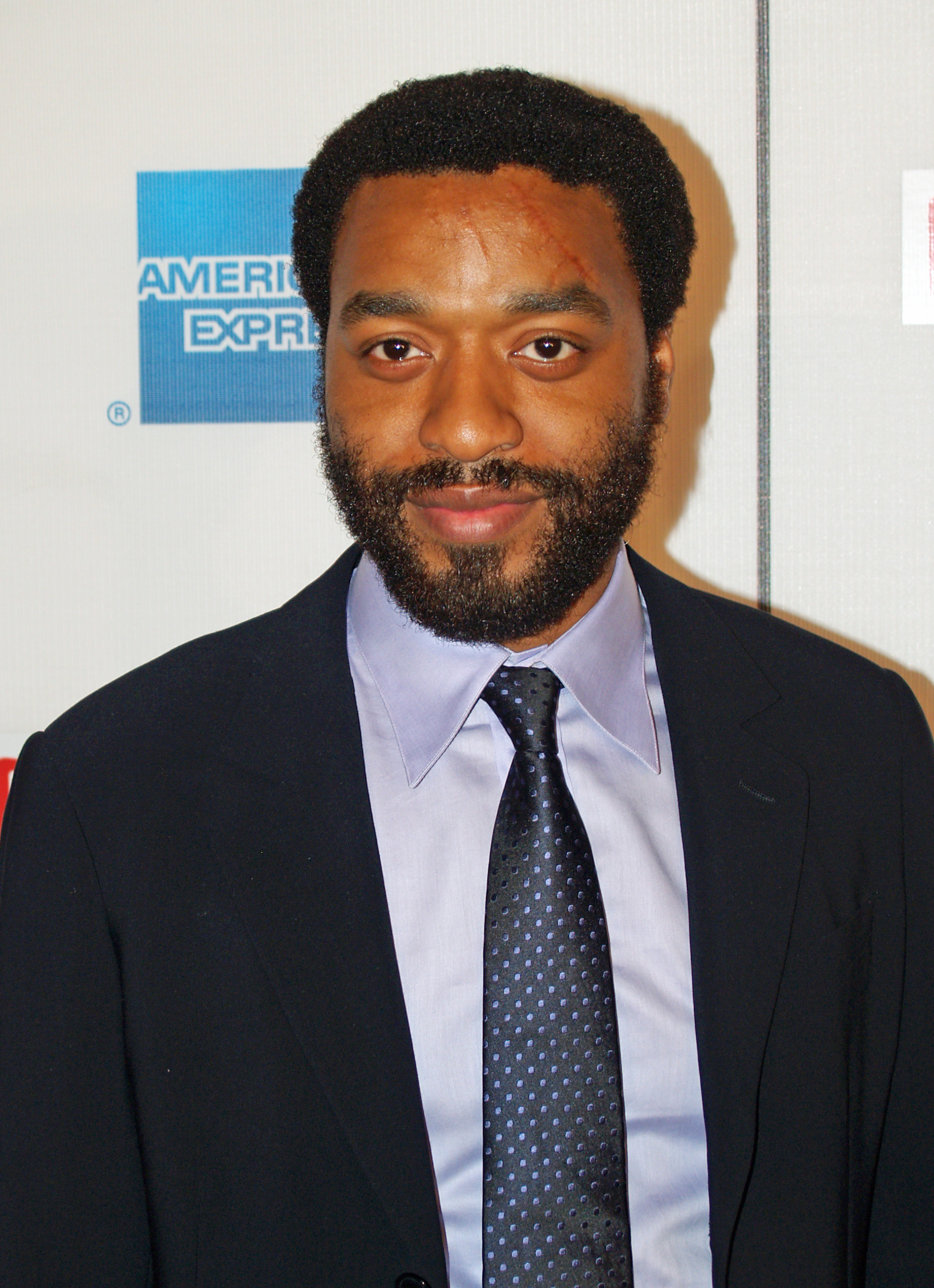
Chiwetel Ejiofor wurde für seine Darstellung der „Lola“ für einen Golden Globe nominiert.

Das Lexikon des internationalen Films beurteilte Kinky Boots als „Gängiger Arbeiterspaß“. Der Film füge dem Genre „nichts Neues“ hinzu, biete aber dennoch „familiengerechte Unterhaltung mit gut gelaunten Darstellern“.

Die Redaktion der Filmzeitschrift Cinema lobte die „originelle Story“ und die „skurrile(n) Figuren“, bemängelte aber die „behäbig-unentschlossene Regie“.

## Auszeichnungen und Nominierungen
Chiwetel Ejiofor wurde für seine Darstellung der „Lola“ für einen Golden Globe als „Bester Hauptdarsteller – Komödie oder Musical“ nominiert. Bei den British Independent Film Awards 2005 war Kinky Boots in drei Kategorien nominiert: Chiwetel Ejiofor als „Bester Schauspieler“, Geoff Deane und Tim Firth für das „Beste Drehbuch“ und Julian Jarrold für den „Douglas Hicox Award“. Beim Florida Film Festival 2006 gewann Regisseur Julian Jarrold den Publikumspreis in der Kategorie „Best International Feature“.